# The Flaming Omen
The Flaming Omen er en amerikansk stumfilm fra 1917 af William Wolbert.

## Medvirkende
- Gayne Whitman som Dorian.
- Mary Anderson som Blanca.
- Luella Smith som Violet.
- Otto Lederer som Lord Haviland.
- S.E. Jennings som Natche.